# Pierre Bachelet (homme politique)
Pour les articles homonymes, voir Bachelet.
Pour le chanteur, voir Pierre Bachelet.
Pierre Bachelet, né le 19 mai 1926 à Boulogne-sur-Mer (Pas-de-Calais) et mort le 17 mai 2014 au Cannet, est un homme politique français.

## Biographie
Élu en 1977, maire RPR du Cannet dans les Alpes-Maritimes, il est réélu jusqu'en 1995, année où il est battu par son ancienne adjointe UDF Michèle Tabarot, maire du Cannet de 1995 à 2017.
En 1983, il devient député des Alpes-Maritimes après le décès de Pierre Sauvaigo dont il était suppléant. Il est réélu successivement en 1986, 1988 et 1993. En 1997, il n'obtient pas l'investiture de son parti, le RPR. Il est opposé à deux autres candidats de droite : Michèle Tabarot, maire UDF-DL du Cannet et Jean-Pierre Leleux, maire MPF de Grasse. Tous les trois sont battus dès le premier tour.
Il a été vice-président du conseil général des Alpes-Maritimes et vice-président du conseil régional de Provence-Alpes-Côte d'Azur,.
Il meurt deux jours avant ses 88 ans des suites d'une longue maladie,. 
Il repose au cimetière Notre-Dame-des-Anges au Cannet.

## Mandats
- 28 février 1983 - 1er avril 1986 : Député des Alpes-Maritimes
- 2 avril 1986 - 14 mai 1988 : Député des Alpes-Maritimes
- 12 juin 1988 - 1er avril 1993 : Député de la neuvième circonscription des Alpes-Maritimes
- 2 avril 1993 - 21 avril 1997 : Député de la neuvième circonscription des Alpes-Maritimes
- mars 1977 - juin 1995 : Maire du Cannet (Alpes-Maritimes).